# Aeroportul Pointe Vele
Aeroportul Pointe Vele (IATA: FUT, ICAO: NLWF) este un aeroport din Wallis și Futuna, Franța ce deservește zona Vele⁠(d). Aeroportul a fost tranzitat în 2022 de 13.009 pasageri.
Situat la o altitudine de 5 m, aeroportul dispune de o singură pistă.